# Michelle Chandler
Michelle Louise Chandler (nacida el 16 de julio de 1974 en Geelong) es una exjugadora de baloncesto australiana. Fue medalla de bronce con Australia en los Juegos Olímpicos de Atlanta 1996.